# Джон-Арык (Джалал-Абадская область)
Джон-Арык (кирг. Жон-Арык) — село в Ноокенском районе Джалал-Абадской области Кыргызстана. Входит в состав Шайданского айылного аймака.

## География
Село расположено в южной части области, на левом берегу реки Алаш-Сай, на расстоянии приблизительно 1 километра (по прямой) к северо-востоку от села Масы, административного центра района. Абсолютная высота — 780 метров над уровнем моря.

## Население
Согласно оценочным данным Национального статистического комитета Кыргызской Республики, численность населения села на начало 2023 года составляла 1055 человек.
| год     | 2009 | 2014 | 2015 | 2020 | 2021 | 2023 |
| ------- | ---- | ---- | ---- | ---- | ---- | ---- |
| человек | 686  | 824  | 782  | 858  | 909  | 1055 |